# Остров Зельоний
Остров Зельоний (на руски: Зелёный остров, в превод Зеления остров) е речен остров, разположен в долното течение на река Дон, в Ростовска област. Административно принадлежи към градския район „Пролетарски“ на град Ростов на Дон.

## География
Остров Зельоний е с дължина 4 км (от запад на изток) и с максимална ширина – 1,5 км. От юг се намира руслото на река Дон, а от север е Нахичеванският канал. От северната страна на канала се намира градската част на района на града. До остров Зельоний в руслото на реката се намира много по-малкия по размер остров Бистрий.
Остров Зельоний е покрит с дървесна и ливадна растителност. Представени са видовете топола и ясен, а в сечищата се срещат къпини. Бреговете са предимно пясъчни, обрасли с острица.
От север на юг островът се пресича от еднорелсова електрифицирана железопътна линия Развилка – Батайск. Линията пресича Нахичеванския канал и Дон през два железопътни моста.

## История
В древността на острова са били разположени сезонни риболовни лагери, които са били към близкото поселище Кобяково городище (сега археологически паметник).
Дълги години островът е принадлежал на град Нахичеван на Дон. В края на 1928 г., при обединението на Нахичеван и Ростов на Дон, островът става част от район „Пролетарски“.

## Благоустройство
През Нахичеванския канал е направен понтонен мост, през който е осигурен достъп до острова. На входа на моста има бариера (достъпът на автомобили е платен), но достъпът за пешеходци и велосипедисти е безпрепятствен.
Остров Зельоний има обществен плаж с елементи на озеленяване, центрове за отдих и детски лагери („Локомотив“, „Мечта“, „Ветерок“), които са свързани с павирани и асфалтирани пътища. Има малък хотел – „Кашалот“. Отдават се под наем лодки и катамарани, спортно и риболовно оборудване. Изграден е голям аквапарк Water Land, състоящ се от открита и затворена площ.
- Понтонният мост към острова
- Див плаж на брега
- Сгради на брега на острова